# Condado de Hancock (Indiana)
El condado de Hancock es un condado del estado de Indiana, Estados Unidos. Tiene una población estimada, a mediados de 2022, de 83 070 habitantes.
La sede del condado es Greenfield. 
El condado recibe su nombre en honor a John Hancock. 

## Geografía
Según la Oficina del Censo, el condado tiene una superficie total de 795.2 km², de los cuales 792.4 km² corresponden a tierra firme y 2.8 km² están cubiertos de agua.

### Condados adyacentes
- Condado de Madison (norte)
- Condado de Henry (este)
- Condado de Rush (sureste)
- Condado de Shelby (sur)
- Condado de Marion (oeste)
- condado de Hamilton (noroeste)

## Demografía

### Censo de 2020
Según el censo de 2020, en ese momento el condado tenía una población de 79 840 habitantes. La densidad de población era de 100 hab/km².
| Raza                   | Núm.   | Porc.   |
| ---------------------- | ------ | ------- |
| Blancos                | 71 721 | 89.83%  |
| Afroamericanos         | 2393   | 3.00%   |
| Amerindios             | 169    | 0.21%   |
| Asiáticos              | 746    | 0.93%   |
| Isleños del Pacífico   | 44     | 0.06%   |
| De otras razas         | 787    | 0.99%   |
| De una mezcla de razas | 3980   | 4.98%   |
| Total                  | 79 840 | 100.00% |

Del total de la población, el 2.76% eran hispanos o latinos de cualquier raza.

### Estimación 2018-2022
Según la estimación 2018-2022 de la Oficina del Censo, los ingresos medios de los hogares del condado son de $86 504 y los ingresos medios de las familias son de $107 831. Los ingresos per cápita en los últimos doce meses, medidos en dólares de 2022, son de $42 666. Alrededor del 4.1% de la población está por debajo de la línea de pobreza.

## Municipalidades

### Ciudades y pueblos
- Cumberland (una parte se extiende al condado de Marion)
- Fortville
- Greenfield
- McCordsville
- New Palestine
- Shirley (una parte se extiende al condado de Henry)
- Spring Lake
- Wilkinson

### Municipios (townships)
El condado de Hancock está dividido en 9 municipios o townships, subdivisiones administrativas con atribuciones muy limitadas:
- Municipio de Blue River
- Municipio de Brandywine
- Municipio de Brown
- Municipio de Buck Creek
- Municipio de Center
- Municipio de Green
- Municipio de Jackson
- Municipio de Sugar Creek
- Municipio de Vernon